# Oscar López Ruiz
Oscar López Ruiz (* 21. März 1938 in La Plata; † 24. Dezember 2021 in Buenos Aires) war ein argentinischer Jazzmusiker (Gitarre), Orchesterleiter und Komponist.

## Leben und Wirken
López Ruiz begann ebenso wie sein im Dezember 2018 verstorbener Bruder Jorge, der Kontrabass spielte, seine Laufbahn zunächst im Jazz. Als Jugendlicher studierte er Gitarre bei Antonio Sinópoli und León Vicente Gascón. Am Jazz interessiert vervollständigte López Ruiz seine Ausbildung durch das Abhören von Platten und das Spielen in Jam-Sessions. Sein Debüt auf der E-Gitarre gab er 1954 im Orchester Tony Armand.
Seit den frühen 1960er Jahren gehörte López Ruiz bis Mitte der 1980er Jahre zu verschiedenen Ensembles von Astor Piazzolla, mit denen auch Tonträger entstanden; insbesondere mit Piazzollas erstem Quinteto Tango Nuevo war er auch international auf Tournee und trat 1984 beim Montreux Jazz Festival auf (Fernsehmitschnitt).
Mit seinem eigenen Orchester legte López Ruiz mehrere Singles vor. An seinem Album Un Hombre de Buenos Aires (1980) war auch Dino Saluzzi beteiligt. Auch begleitete er mit seinem Orchester seine Gattin Donna Caroll und war an den Alben El Grito (Suite para Orquesta de Jazz) und Bronca Buenos Aires (1971) seines Bruders Jorge beteiligt.
Zwischen 1967 und 1969 war López Ruiz musikalischer Leiter des Plattenlabels Trova, wo er u. a. Enrique Villegas, Astor Piazzolla, Chico Novarro und Horacio Ferrer aufnahm. Außerdem komponierte er seit 1964 Musik für Filme und Theaterstücke sowie für fünfunddreißig Revuen an den Theatern Maipo und Astros. Mehrere Jahre lang moderierte er zusammen mit Donna Caroll die Sendung Te para dos auf Radio Nacional Clásica. 
López Ruiz setzte seine Karriere in der argentinischen Popularmusik als Komponist, Arrangeur, Orchesterleiter oder Gitarrist fort; kurzzeitig arbeitete er mit Los Cinco Latinos. Zugleich blieb er dem Jazz als Gitarrist, Arrangeur und musikalischer Leiter verbunden. Im Bereich des Jazz spielte er weiterhin mit Lalo Schifrin, Buby Lavecchia, Sergio Mihanovich, Carlos García, Oscar Alemán, Leopoldo Federico, Gato Barbieri, Baby López Fürst, Pichi Mazzei, Eladia Blázquez, Chico Novarro, dem Zupay-Quartett und Eduardo Negro Lagos.

## Filmografie (Auswahl)
- 1964: Verführung am Strand (Primero yo)
- 1964: El encuentro
- 1965: Der Abgott (Pajarito Gómez)
- 1966: Máscaras en otoño
- 1966: El encuentro
- 1967: La chica del lunes
- 1967: El ABC del amor (segment "Noche terrible")
- 1968: Ché OVNI
- 1968: Ufa con el sexo
- 1969: Tango argentino (Dokumentarfilm)
- 1970: Der Erbstreit (Los herederos)
- 1973: Los caballeros de la cama redonda
- 1973: Las venganzas de Beto Sánchez
- 1975: La hora de María y el pájaro de oro
- 1979: Las Muñecas Que Hacen ¡PUM!
- 1980: La noche viene movida